# Bring It On: In It to Win It
Bring It On: In It to Win It (prt: Tudo por Elas - A Vitória É Nossa; bra: As Apimentadas: Entrar para Ganhar) é um filme estadunidense de 2007. É o quarto filme da série Bring It On (no Brasil, a série é intitulada "As Apimentadas" e em Portugal "Tudo por Elas") e foca na competição de animadoras de torcida na faculdade. Foi lançado diretamente em vídeo em 18 de dezembro de 2007 nos Estados Unidos.

## Sinopse
Carson vai disputar o mais importante campeonato de líderes de torcida e está determinada a levar sua equipe à vitória. Mas a rica nova-iorquina Brooke também quer conquistar o campeonato. Enquanto as tensões aumentam, Carson se apaixona por Benn, sem saber que ele é do time rival. Quando Brooke descobre o romance, desafia Carson para uma disputa individual. As duas equipes protagonizam uma espetacular seqüência de luta de torcidas sem regras e são suspensas da competição. Com seus sonhos de vencer praticamente destruídos, as líderes das duas equipes percebem que terão que tomar medidas drásticas para permanecer no jogo.

## Elenco
- Ashley Benson.... Carson
- Cassandra Scerbo.... Brooke
- Jennifer Tisdale.... Chelsea
- Michael Copon.... Penn
- Anniese Taylor Dendy.... Aiysha
- Kierstin Koppel .... Sarah
- Noel Areizaga.... Ruben
- Adam Vernier.... Vance
- Lisa Glaze.... Pepper Driscoll
- Ashley Tisdale.... Ela Mesma

## Trilha sonora
| Artista                        | Música                                                                 |
| ------------------------------ | ---------------------------------------------------------------------- |
| Ashley Tisdale                 | "He Said She Said" "Be Good To Me"                                     |
| Transcenders                   | "Spin The World" (feat. Tracey Amos) "Just Us" "Like That" "Get Grown" |
| Superchick                     | "It's On" "Get Up (Heelside Mix)"                                      |
| Gloria Estefan                 | "Conga"                                                                |
| Smash Mouth                    | "All Star"                                                             |
| Airbourne                      | "Stand Up for Rock n' Roll"                                            |
| I.Q.                           | "Sangria"                                                              |
| Diana Page                     | "Ride"                                                                 |
| Maslin Vice                    | "Red Hot"                                                              |
| Beyoncé (Remix feat. Fabolous) | "Get Me Bodied"                                                        |
| Verbz                          | "Swaggeriffic"                                                         |
| Jada                           | "I'm That Chick"                                                       |
| Pitbull                        | "Ay Chico (Lengua Afuera)"                                             |
| Hilary Duff                    | "Never Stop"                                                           |
| Radial Bliss                   | "Red Sky Misery Song"                                                  |
| Lauren Mayhew                  | "Butterball"                                                           |
| Jennifer Tisdale               | "Don't you Think I'm Hot"                                              |
| Sean Van Der Wilt              | "'Boom Da Boom"                                                        |
| Easy D & O.C.                  | "Return to Terrordome"                                                 |
| JoJo                           | "Coming For You""                                                      |
| Aly & AJ                       | "Division / ÷"                                                         |
| Latin Soul Syndicate           | "Together like 1,2,3"                                                  |
| Noel Cohen                     | "Shake Your Boomkey"                                                   |
| Everlife                       | "Find Yourself In You"                                                 |
| Samantha Ray                   | "Whatever It Takes"                                                    |